# Wolynië (historische regio)

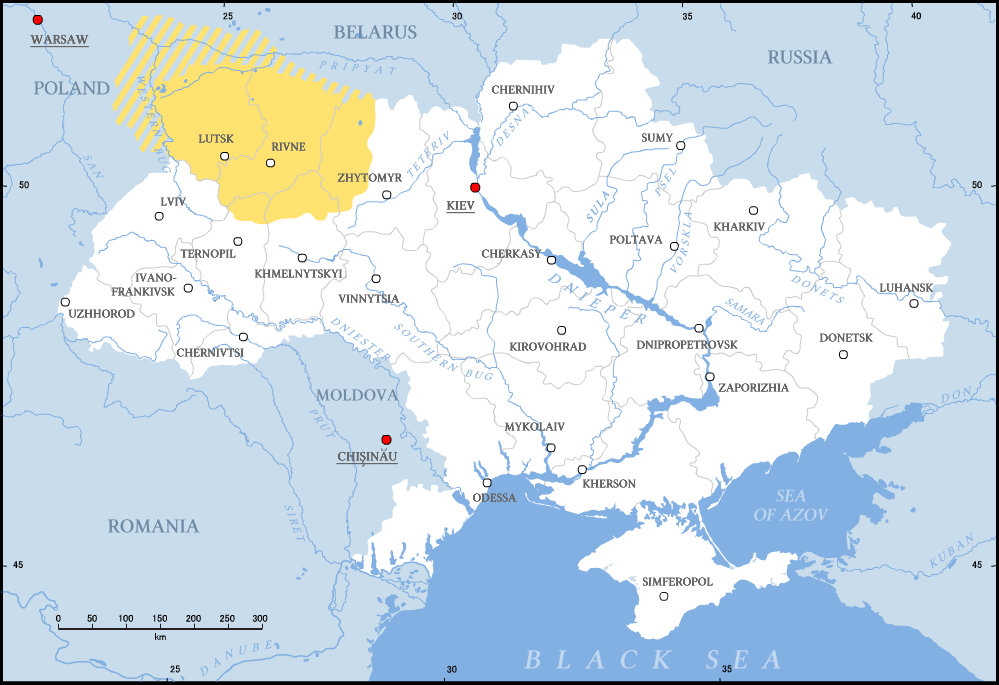
Huidige locatie van Wolynië in Oekraïne

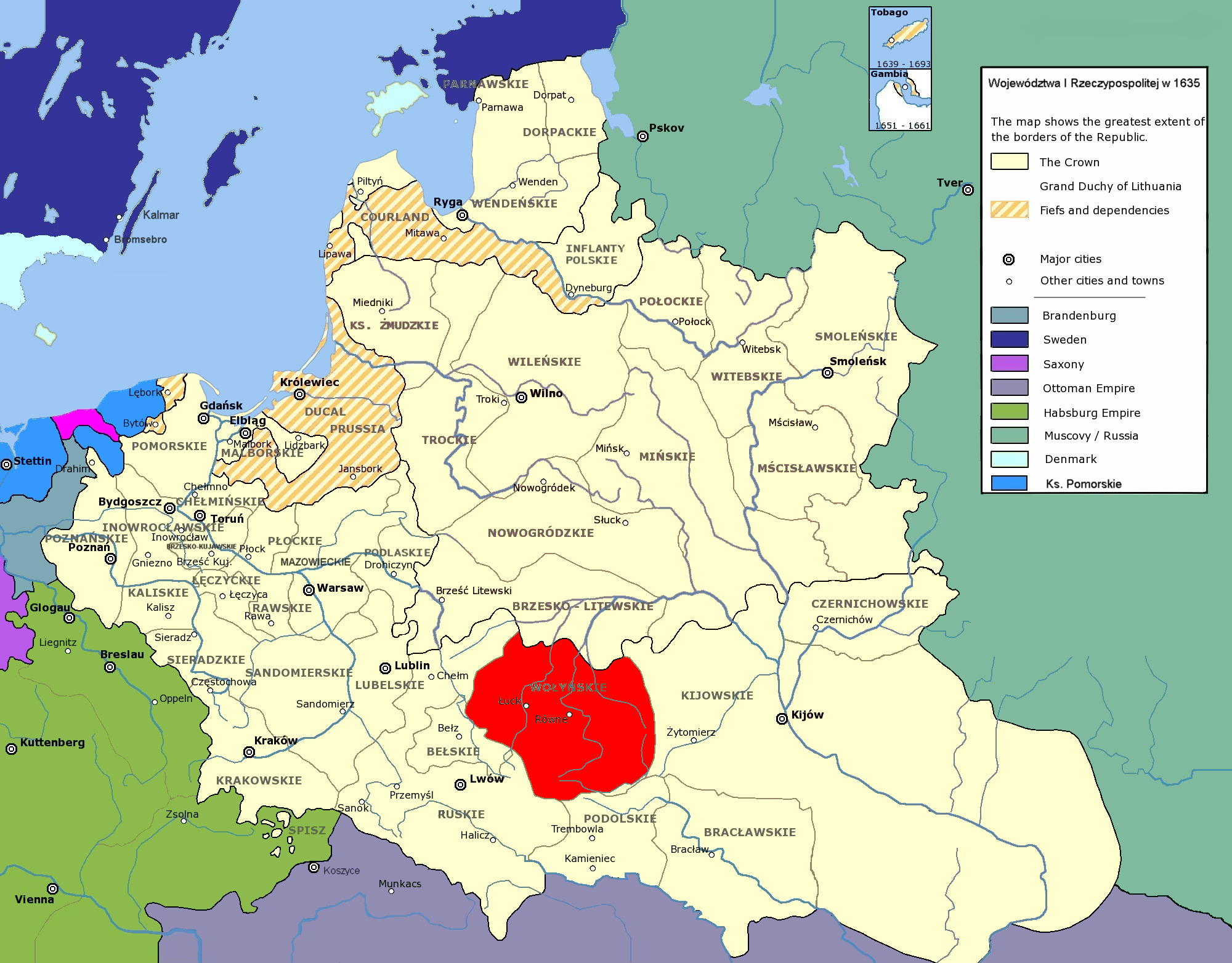
Het Poolse woiwodschap Wolynië in de 17de eeuw

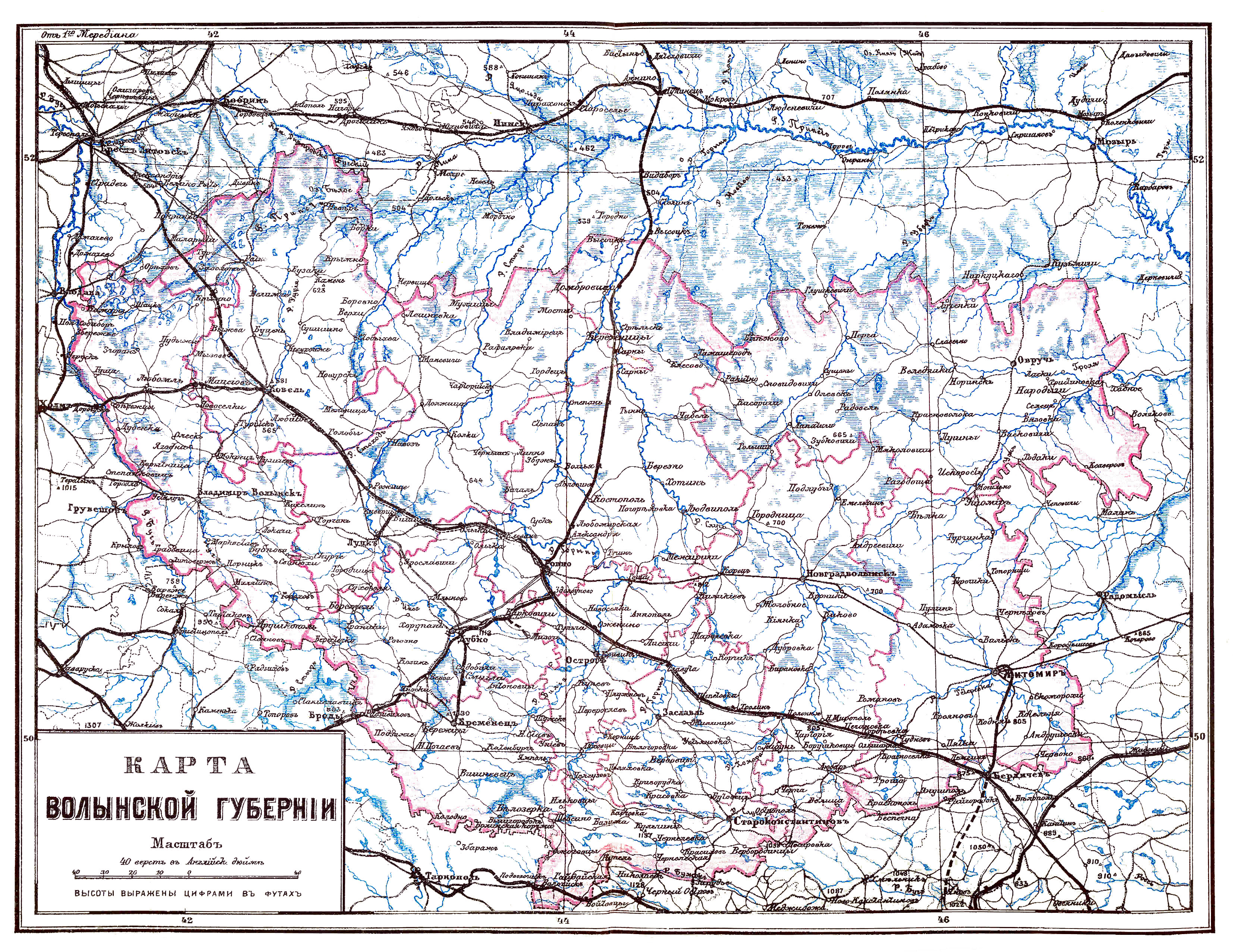
Het Russische gouvernement Wolynië in de 19de eeuw

Wolynië (Oekraïens: Волинь, Volyn; Pools: Wołyń; Russisch: Волынь, Volyn) is een historische regio in het westen van Oekraïne. 

## Geografie
Wolynië (ook Volhynië) ligt ten noorden van Galicië en Podolië, ten zuiden van Polesië en de Prypjatmoerassen en tussen de rivieren de Westelijke Boeg in het westen en de Dnjepr in het oosten. Wolynië is bestuurlijk verdeeld over de Oekraïense oblasten Wolynië, Rivne en delen van Ternopil en Zjytomyr.
De naam is afkomstig van de burcht Volyn, een van de vestingen van Tsjerven. Historische hoofdsteden van Wolynië zijn Vladimir, Loetsk en Zjytomyr. Zjytomyr en Rivne zijn de grootste steden in het gebied.

## Geschiedenis
Het vorstendom Wolynië (toen ook: Vladimir, naar de voornaamste stad, het huidige Volodymyr) was in de middeleeuwen een van de Oost-Slavische vorstendommen die voortkwamen uit het Kievse Rijk. De Wolynische vorst Roman de Grote verwierf in 1199 het naburige vorstendom Galicië, dat als Galicië-Wolynië een machtig rijk zou worden. De naam van het latere Oostenrijkse kroonland Galicië en Lodomerië grijpt terug op dit rijk (waarbij Lodomerië naar Vladimir verwijst). 
Galicië-Wolynië werd in de 14de eeuw opgedeeld tussen Polen en Litouwen: Casimir de Grote veroverde Galicië en het westen van Wolynië voor Polen en Liubartas, zoon van de Litouwse grootvorst Gediminas, kreeg de stad Loetsk en de rest van Oost-Wolynië. Daarmee was ook Wolynië in tweeën gedeeld, waarbij Litouwen het grootste deel bezat. In 1569, bij de Unie van Lublin, gingen deze Litouwse gebieden over op de Poolse kroon. Het gebied ging tot de Poolse woiwodschap Wolynië behoren, waarvan Loetsk (Łuck) de hoofdstad werd.
Wolynië bleef Pools tot de Poolse delingen van 1793 en 1795, waarbij het gebied aan Rusland kwam. De naam Wolynië leefde voort in het gouvernement Wolynië, dat echter ook de geannexeerde Poolse woiwodschap Kiev omvatte. Tot dat gedeelte behoorde ook de stad Zjytomyr, dat in de Russische tijd meestal de Wolynische hoofdstad was. 
Nadat Polen in 1918 opnieuw onafhankelijk was geworden, werd de grens met de Vrede van Riga dwars door Wolynië getrokken. Het westen werd Pools en kwam opnieuw in een woiwodschap Wolynië te liggen, waarvan wederom Loetsk de hoofdstad werd. Het oosten kwam als onderdeel van de Oekraïense SSR in de Sovjet-Unie te liggen.
In 1939 werd het oosten van Polen bij Ribbentrop-Molotovpact door de Sovjet-Unie geannexeerd en zo raakten Oost en West-Wolynië weer verenigd. De Poolse minderheid werd onteigend en moest als zij geen Sovjetburger wilde worden het land verlaten, voor zover zij niet werd gearresteerd en naar Sovjet-kampen gevoerd. 
Tijdens de Tweede Wereldoorlog werd Wolynië in 1941 door Duitse troepen bezet en vonden er verdere etnische zuiveringen plaats van Polen door Oekraïense nationalisten onder leiding van door de Duitsers bewapende Stepan Bandera. De grote joodse bevolking van Wolynië werd tegelijkertijd uitgemoord door Duitse commandotroepen met medewerking van Oekraïense nationalisten. 
Na de Tweede Wereldoorlog en de terugkomst van het Sovjet-gezag, schoven zowel Polen als de USSR op naar het westen. Geheel Wolynië werd nu, zoals al eerder in 1939, opnieuw onderdeel van de USSR. Daarbij werden de laatste restanten van de Poolse bevolking naar het westen van Polen verdreven. De naam Wolynië werd toebedeeld aan een nieuwe, noordwestelijke oblast van de Oekraïense SSR, opnieuw met Loetsk als hoofdstad. Deze oblast Wolynië omvat een veel kleiner gebied dan wat eerder tot de Poolse woiwodschappen of het Russische gouvernement Wolynië had behoord.
Wolynië behoort sinds 1991 tot het onafhankelijke Oekraïne.

## Bevolking
De bevolkingssamenstelling van Wolynië is in de 20e eeuw grondig veranderd. De omvangrijke Joodse gemeenschap werd ten tijde van de Tweede Wereldoorlog vrijwel volledig vernietigd en de Polen werden na de oorlog voor een groot deel verdreven. De Wolyniëduitsers een regionale groep binnen het geheel van de Ruslandduitsers, die zich in de 19de eeuw in groten getale als boeren in het gebied hadden gevestigd, hebben Wolynië voor een deel in de Eerste Wereldoorlog onvrijwillig moeten verlaten en de overigen zijn in 1939 geëvacueerd in het kader van het Ribbentrop-Molotovpact.
Het gouvernement Wolynië telde in 1897 2.989.482 inwoners. De Oekraïners (destijds: Klein-Russen) maakten daarvan het grootste deel uit (2.095.579), gevolgd door de Joden (394.774), de Polen (184.161), de Duitsers (171.331) en de Russen (104.889).